# Cheiron Studios

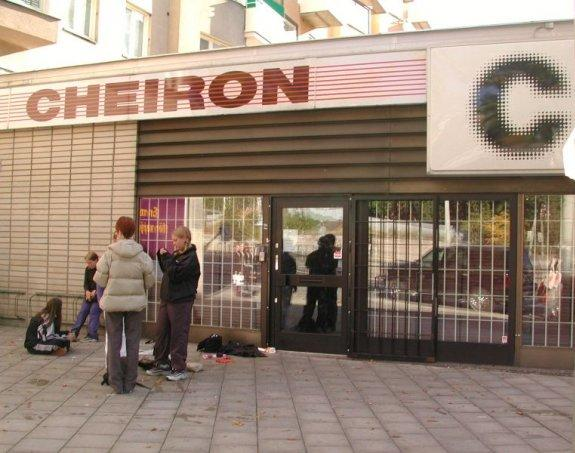
Зовнішній вигляд Cheiron Studios у 2000 році

Cheiron Studios (швед. вимова: [ˈɕɛ̌ɪrɔn]) — студія звукозапису, розташована в районі Кунгсхольмен у Стокгольмі, Швеція. Заснована у 1992 році Denniz Pop і Томом Таломаа, була відома тим, що стала місцем, де виконавці популярної музики кінця 1990-х – початку 2000-х, як-от Backstreet Boys, Boyzone, Robyn, NSYNC, Britney Spears і Westlife, створили багато своїх найкращих хітів. Крім того, Cheiron Studios деякий час також була звукозаписним лейблом (Cheiron Records), афілійованим з BMG, і службою видавництва музики (Cheiron Songs), хоча ці підприємства були залишені на користь виробництва музики.
Після смерті Denniz PoP у 1998 році Cheiron закрився у 2000 році. Таломаа та Макс Мартін реформували компанію як Maratone, тоді як Крістіан Лундін і Джейк Шульце заснували The Location, а Девід Кройгер і Пер Магнуссон розпочали A Side Productions. Наразі студія належить компанії Roxy Recordings, яка також включає Hanssonic Studios Андерса Ганссона.

## Артисти, пов'язані з Cheiron
- 5ive
- Ace of Base
- Army of Lovers
- Backstreet Boys
- Bon Jovi
- Boyzone
- Брітні Спірс
- Браян Адамс
- Селін Діон
- Дана Драгомир
- ДеДе
- Доктор Албан
- E-Type
- Гері Барлоу
- Джессіка Фолкер
- Лейла К
- LFO
- M2M
- Мея
- Michael Learns to Rock
- NSYNC
- Rednex
- Робін
- Solid HarmoniE
- Vacuum
- Westlife

## Персонал Cheiron
- Denniz Pop (1993–1998)
- Гербі Крічлоу (1993–1999)
- Дуглас Карр (1993–1995)
- Макс Мартін (1994–2000)
- Крістіан Лундін (1994–2000)
- Джон Аматіелло (1994–2000)
- Пер Магнуссон (1994–2000)
- Девід Кройгер (1994–2000)
- Олександр Кронлунд (1995–2000)
- Андреас Карлссон (1996–2000)
- Джейк Шульце (1996–2000)
- Рамі Якуб (1997–2000)
- Йорген Елофссон (1997–2000)
- Александра Таломаа (1997–2000)

## Нагороди та номінації
- Swedish Dance Music Awards 1995 за найкращого продюсера (Denniz Pop)
- Swedish Dance Music Awards 1996 за найкращих продюсерів (Denniz Pop і Макс Мартін)
- Шведська спеціальна премія Grammis у 1997 році (Denniz Pop та Макс Мартін)
- Номінація на шведську премію Grammis у 1997 році як «Композитор року» (Макс Мартін та Андреас Карлссон)
- Шведська спеціальна премія Grammis у 1999 році (Cheiron Productions)
- Найкращий автор пісень ASCAP 1999 року (Макс Мартін)
- Найкращий автор пісень ASCAP у 2000 році (Макс Мартін)
- Найкращий автор пісень ASCAP у 2001 році (Макс Мартін)